# Evropská silnice E50

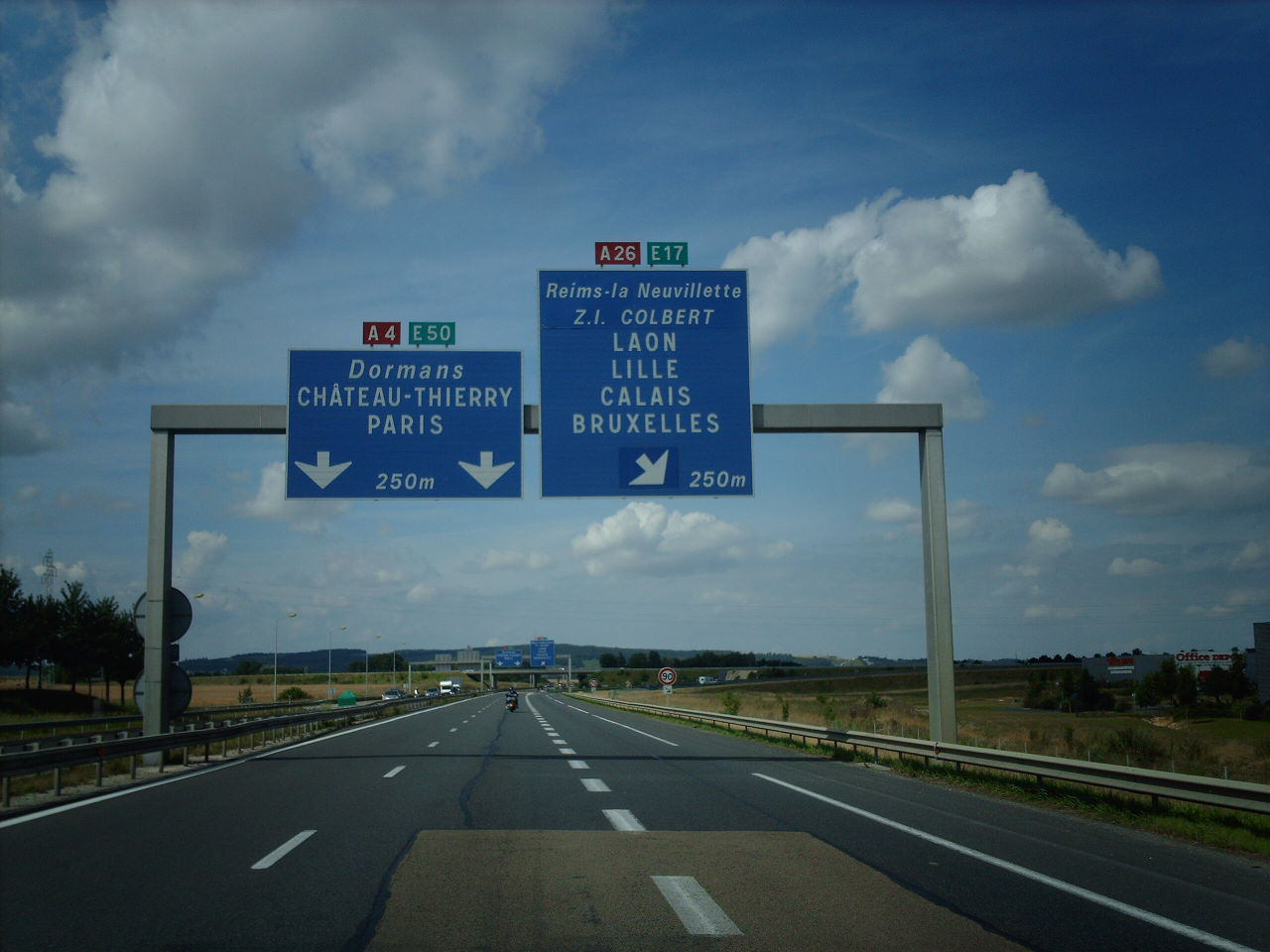
Francouzská dálnice A4

Evropská silnice E50 je třetí nejdelší evropská silnice 1. třídy (po E40 a E60), dlouhá přes 5000 kilometrů. Spojuje námořní přístav Brest ve Francii u Atlantiku s ruskou Machačkalou na pobřeží Kaspického moře. V blízkosti se nachází 50. rovnoběžka severní šířky. V Česku tvoří hlavní západovýchodní silniční osu (dálnice D5, většina dálnice D1).
Západní část trasy je od blízkosti Rennes až za Brno vedena bez přerušení po dálnicích. Východní část trasy zatím většinou vede jen po obyčejných silnicích, ale i zde se postupně budují dálnice. V budoucnosti by měla E50 vést bez přerušení po dálnicích až do Užhorodu na Ukrajině.

Na své trase E50 protíná všechny páteřní severojižní evropské silnice od E5 až po E119, na křižovatce s níž je ukončena. Dále se dotýká i dvou paralelních páteřních západovýchodních evropských silnic: E40 v Debalcevu (Ukrajina) a E60 v Brestu (Francie; společný začátek).

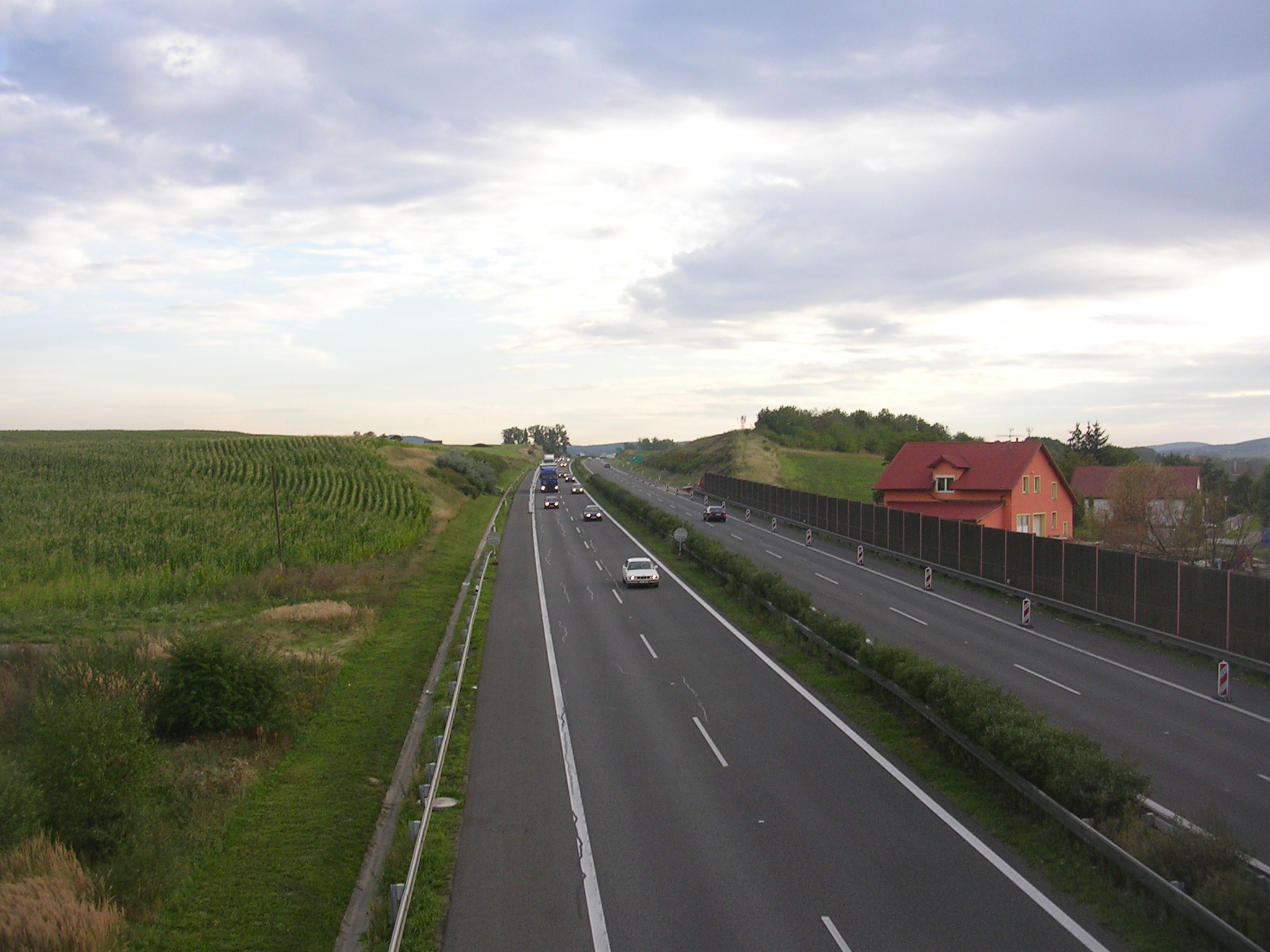
Dálnice D5 ve středočeském kraji

## Trasa
Francie
- Brest (E60) – Saint-Brieuc – Rennes (E3)
- – Vitré –
- – Laval – Le Mans
- Le Mans (E402, E501, E502) – Chartres –
- (E5→) – Paříž (→E5, E15, E19, E54)
- Serris – Remeš (E17, E46) – Mety (E25→) – Freyming-Merlebach (→E25)
- – Stiring-Wendel

 Německo
- Saarbrücken (E422) – Mannheim / Heidelberg (E31, E35, E451) – Heilbronn (E41) – Feuchtwangen (E43) – Norimberk (E45, E51, E56) – Amberg – Waidhaus

 Česko
- Rozvadov – Plzeň (E49, E53) – Beroun –
- Praha (E48, E55→, E65→, E67)
- – Mirošovice (→E55) – Jihlava (E59) – Brno (→E65, E461, E462→) – Holubice (→E462)
- – Slavkov u Brna – Uherské Hradiště – Starý Hrozenkov

 Slovensko
- Drietoma –
- Trenčín (E75→, E572) – Bytča (E442→) –
- Žilina (→E75, →E442)
- – Martin – Ružomberok (E77)
- – Liptovský Mikuláš – Poprad – Malý Šariš
- Prešov (E371)
- – Košice (E58→, E71) –
- Bidovce – Michalovce – Vyšné Nemecké

 Ukrajina
- Užhorod (E573)
- – Mukačevo (→E58, E81) – Stryj (E471)
- – Rohatyn – Tarnopol (E85) – Chmelnyckyj – Vinnycja (E583) – Umaň (E95) – Kropyvnyckyj (E584→) – Znamjanka
- – Oleksandrija (→E584) – Dnipro – Novomoskovsk (E105) – Pavlohrad – Doněck – Debalceve (E40)
- – Krasnyj Luč – Dovžanske

 Rusko
- Novošachtinsk – Šachty
- (E115→) – Novočerkassk – Rostov na Donu (E58) – Pavlovskaja (→E115)
- – Armavir – Nevinomyssk – Mineralnye Vody – Pjatigorsk – Nalčik – Beslan (E117) – Nazraň – Groznyj – Chasavjurt – Machačkala (E119)

## E50 v Česku
Na české území vstupuje E50 přes Rozvadov z dálnice A6 z Německa. Po dálnici D5 pokračuje do Prahy, kterou obchází na jihu po Pražském okruhu D0. Z Prahy vede E50 po dálnici D1 až za Brno, kde u Slavkova (exit Holubice) odbočuje na silnici I/50 (náhodná shoda číslování), po které pokračuje přes Uherské Hradiště až ke slovenským hranicím u Starého Hrozenkova. Na Slovensku pokračuje po silnici I/9 (do 1. srpna 2015, kdy došlo k přečíslování silnic I. třídy na Slovensku, silnice I/50) do Trenčína, odkud opět pokračuje úsekem po dálnici. V budoucnu se počítá s tím, že bude E50 svedena z D1 až u Hulína a převedena na dálnici D49 a na ní navazující slovenskou R6, aby bylo maximálně využito dálničních úseků v dané trase.